# Болгар
Болгар (Булгар; рус. Болгар, Булгар) је град у Русији, административно средиште Спаског региона у Републици Татарстану, која се налази на левој обали реке Волга је, 140 км од главног града Казања. Има око 8.000 становника.
Саверемени град је основан 1781. од села Спаск. У периоду 1926—1935. се зове Спаск Тататарски, 1935 је преименован у Кујбишев у част руског револуционара Валеријана Кујбишева.
Године 1991. град је узео име Болгар (Булгар) у помен древне престонице Болгара Великог, државе волшко-камских Бугара, која се простирала око доњег тока реке Кама и средњег тока реке Волге, чије се рушевине налазе недалеко од града. У 10. веку град доживљава велики процват, Био је највеће тржиште на Волги и трговао је и са Истоком и Западом. Од друге поливине 13. века један је од важних градова Златне хорде. Из тог времена сачувани су остаци архитектонских споменика: џамија, маузолеји, водовод, мостови и др.
Од 2010. године, на иницијативу и под покровитељством првог председника Републике Татарстан, Минтимера Шајмиева, у Болгару је започета реализација великоразмерних пројеката националне фондације за очување и развој Болгара и Свијажска „Оживљавање”, која обухвата реконструкцију историјских локација и изградњу нових културних и инфраструктурних објеката. Изграђена је нова зграда саборне „Беле џамије” (која је по стилу слична џамији Кул Шариф у Казању, али је мањих димензија), комплекс речне луке, хотели и експозиционо-информативни центар музеј-парка, Музеј хлеба са млином и пекаром, музеј занатства са ковачницом и други објекти.

## Географија
Град се налази на левој обали Волге, 83 км јужно од Казања (копненим путем — 175 км).

## Становништво
Према прелиминарним подацима са пописа, у граду је 2010. живело становника, (%) више него 2002.
| 1939. | 1959. | 1970. | 1979. | 1989. | 2002. | 2010. |
| ----- | ----- | ----- | ----- | ----- | ----- | ----- |
| 6.200 | 7.023 | 7.231 | 8.383 | 8.397 | 8.655 | 8.650 |

Етнички састав: Руси — 83,4%, Татари — 12,9%, Чуваши — 2,1%.

## Религија
Главне верске заједнице града су православно хришћанство (Чистопољска епархија Руске православне цркве) и ислам (сунизам).
Православни храмови:
- црква Светог Аврама Болгарског
- чудотворни извор Светог Аврама Болгарског и Владимирског чудотворца
- Тројицки молитвени дом
- Успењска црква на територији Болгарског музеј-парка

Џамије:
- Бела џамија

Дана 4. септембра 2017. у Болгару је званично отворена Болгарска исламска академија

## Инфраструктура
У близини савременог града налази се Државни историјски и археолошки музеј-парк Болгар, коме се планира доделити федерални статус, а такође је укључен и у списак светских културних споменика УНЕСКО-а. Претпоставља се да ће древно насеље Болгар и град Болгар постати нови регионални туристички центар.

## Саобраћај
Речна лука прима путничке бродове, који плове дуж руте Казањ—Болгар.

## Привреда
У граду је развијена пекарска индустрија.

## Знаменитости
- Болгарски музеј-парк који подразумева:
- Остаци земљаних утврђења и ровова (крај 14—15. века)
- Северни маузолеј
- Источни маузолеј
- Црна палата
- Бела палата
- Ханска гробница
- Саборна џамија
- Велики минарет (реконструкција)
- Мали минарет
- Успенска црква бившег Успенског манастира (из 1732. године), сада — привремено историјско-археолошки музеј
- Музеј болгарске цивилизације
- Музеј Курана
- Дом лекара
- Музеј дворјанства
- Музеј чаја
- Музеј Абдуле Алиша
- Музеј речног града
- Музеј хлеба

- Велики минарет
- Волга у Болгарском музеј-парку
- Реплике древних болгарских натписа
- Бела џамија
- Црква Светог Аврама Болгарског